# Genioliparis kafanovi
Genioliparis kafanovi är en fiskart som beskrevs av Arkadii Vladimirovich Balushkin och Voskoboinikova 2008. Genioliparis kafanovi ingår i släktet Genioliparis och familjen Liparidae. Inga underarter finns listade i Catalogue of Life.